# Българско школо „Васил Левски“
Българско школо „Васил Левски“ (на английски: Bulgarian School „Vasil Levski“) е училище на българската общност в Лондон, Англия. Занятията се провеждат във фирмата организатор, която поема разходите по наема. Директор на училището е Милена Везенкова. През учебната 2016 / 2017 г. са записани над 240 деца, с годишна такса от 150 паунда.
Училището е лицензирано и вписано в „Списъка на българските неделни училища в чужбина“, утвърден със заповед на министъра на образованието, младежта и науката на България.

## История
Организатор за създаването на училището е фирма „Ventex BG Ltd“, която поема разходите по наема. То отваря врати на 18 януари 2009 г. През първата учебна 2009 / 2010 г. са записани 20 деца, като с всяка година броят им нараства. През учебната 2016 / 2017 г. са записани над 240 деца.

## Учебна програма
Към училището има и предучилищна група, в която курса е по разговорен български и се изучават буквите от азбуката. Също така има клуб по български народни танци, който е безплатен за учениците.
Предмети
През учебната 2016 / 2017 г. изучавани предмети са:
- Български език и литература
- Роден край
- Човекът и обществото
- История и цивилизация
- География и икономика